# Дедовск
Дедовск (на руски: Дедовск) е град в Русия, разположен в Истрински район, Московска област. Населението му към 1 януари 2018 е 29 738 души.